# Гуськова, Антонина Петровна
Антонина Петровна Гуськова (8 декабря 1932, Верхнеудинск, Восточно-Сибирский край — 18 мая 2018) — российская учёная-юрист, специалист в области уголовного права, доктор юридических наук, заведующая кафедрой уголовного процесса Оренбургского государственного университета (ОГУ), профессор. Заслуженный юрист Российской Федерации, почётный работник высшего профессионального образования России, председатель Оренбургского отделения Российской академии юридических наук, член-корреспондент Международной академии информатизации, член Международной ассоциации содействия правосудию.

## Биография
В 1956 году окончила юридический факультет Казахского госуниверситета (г. Алма-Ата). В 1974 году окончила аспирантуру по специальности «Уголовный процесс» во Всесоюзном юридическом заочном институте (г. Москва). В 1975 году защитила кандидатскую диссертацию на тему: «Применение, изменение и отмена судом принудительных мер медицинского характера».
В 1996 году в Уральской государственной юридической академии (г. Екатеринбург) защитила докторскую диссертацию на тему: «Личность обвиняемого в уголовном процессе (проблемные вопросы науки и практики)».
В 1995 году получила звание профессора. Работала в ОГАУ завкафедрой судоустройства и судопроизводства и проректором по международным связям. В 2001 году переведена на юридический факультет ОГУ, где работала в должности завкафедрой уголовного процесса.
По итогам конкурса «Учёный года» награждена дипломом за заслуги в научной и научно-педагогической деятельности (2002). Награждена почётной грамотой ректора ОГУ Бондаренко В. А. за успехи, достигнутые в области научной деятельности (2003). Награждена дипломом Российской академии юридических наук за активную научную и учебную деятельность в сфере юридической науки и образования (2004). Отмечена грамотой за активную работу в квалификационной коллегии судей Оренбургской области (2005).
В 2006, 2007, 2008 годах награждалась почётной грамотой ректора ОГУ Ковалевского В. П. за достигнутые успехи в подготовке научно-педагогических кадров. В 2007 году вручён диплом лауреата премии правительства Оренбургской области за создание монографии «Судебное право: история и современность судебной власти в сфере уголовного судопроизводства». Награждена почётной грамотой Союза юристов за активную научную деятельность в сфере образования и юридической науки, внесение существенного вклада в укрепление законности, повышение престижа юриста.
С 2002 года осуществляет руководство аспирантурой в ОГУ, продолжая вести также подготовку аспирантов в ОГАУ. Всего ею подготовлено 37 кандидатов юридических наук, 01.03.2018 под руководством Антонины Петровны защитила докторскую диссертацию  Тисен Ольга Николаевна.

## Научные работы
Имеет свыше 120 публикаций, в том числе 11 монографий, учебников и учебных пособий. Наиболее значимыми из них являются монографии:
- «Теоретические и практические аспекты установления данных о личности обвиняемого в уголовном процессе» (Оренбург, 1995);
- «Личность обвиняемого в уголовном судопроизводстве (проблемные вопросы теории и практики)» (Оренбург, 1996);
- «Теоретические и практические аспекты установления данных о личности обвиняемого в российском уголовном судопроизводстве» (М.,2002);
- «Процессуально-правовые и организационные вопросы подготовки к судебному заседанию по УПК РФ» (Оренбург, 2002).
- «Судебное право: история и современность судебной власти в сфере уголовного судопроизводства» (2007)